# Sucha Wieś (Radomsko)
Sucha Wieś – część miasta Radomska położona na jego południowo-wschodnich krańcach, w rejonie ul. Partyzanckiej. Do 1986 samodzielna miejscowość.

## Historia
Sucha Wieś to dawna wieś. Do 1954 należała do gminy Radomsk (Noworadomsk) w powiecie radomszczańskim (1867–1922 pn. noworadomski), początkowo w guberni piotrkowskiej, a od 1919 w woj. łódzkim. Tam 2 listopada 1933 wieś Sucha Wieś wraz z wsią Martelicha i gruntami pustkowia Brylisko utworzyły gromadę o nazwie Sucha w gminie Radomsk.
Podczas II wojny światowej Suchą Wieś włączono do Generalnego Gubernatorstwa (dystrykt radomski, Landkreis Radomsko, gmina Radomsko). W 1943 roku liczba mieszkańców wynosiła 539 mieszkańców. Po wojnie w województwie łódzkim, jako jedna z 16 gromad gminy Radomsko w powiecie radomszczańskim.
W związku z reformą znoszącą gminy jesienią 1954 roku, Suchą Wieś włączono do nowo utworzonej gromady Zakrzówek, gdzie przetrwała do końca 1972 roku, czyli do kolejnej reformy gminnej.
1 stycznia 1973 weszła w skład reaktywowanej gminy Radomsko w powiecie radomszczańskim w województwie łódzkim. W latach 1975–1986 należała administracyjnie do województwa piotrkowskiego.
17 lipca 1986 Sucha Wieś wyłączono z gminy Radomsko, włączając ją do Radomska.